# ثبات لوني

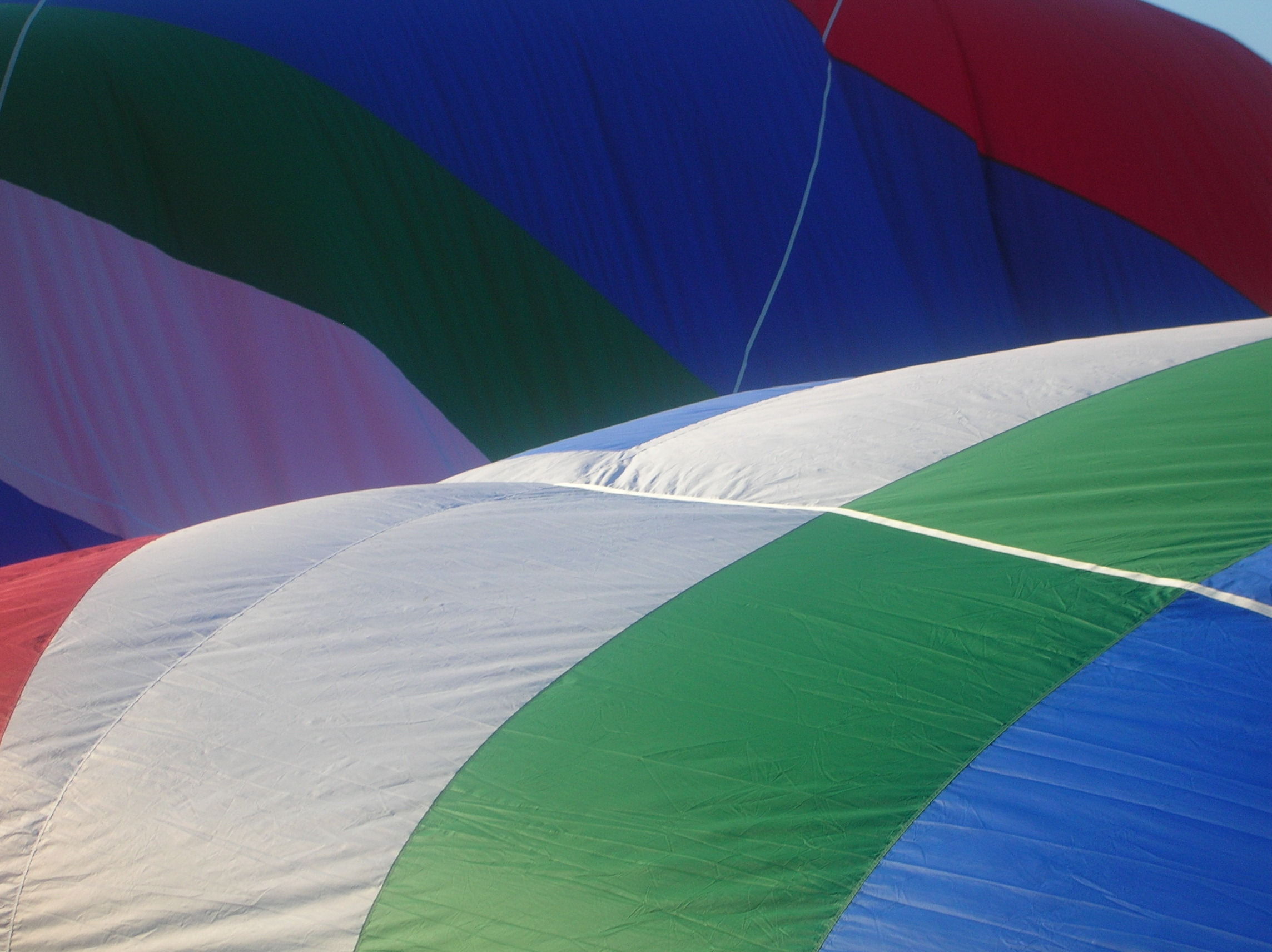
الثبات اللوني لألوان منطاد منفوخ تظهر بثابتة في الظل وتحت ضوء الشمس

الثبات اللوني هو مثال على الثبات الذاتي وثبات الملامح لنظام لرؤوية اللونية للإنسان والذي يضمن أن استقبال ألوان جسم ما يبقى ثابت نسبياً تحت ظروف إضاءة مختلفة. فالتفاحة الخضراء تظهر بلون أخضر في ظل الضوء الأبيض لضوء النهار، وتبقى تظهر باللون ذاته في الضوء الأحمر لغروب الشمس. تساعد هذه الخاصية في تحديد الأجسام.

## الأساس الفيزولوجي
يعتقد أن الأساس الفيزولوجي للثبات اللوني هو اشتراك عصبونات اختصاصية في القشرة البصرية في الدماغ البشري والتي تحسب نسبة المخروطات النشطة. والذي هو نفس طريقة حساب خوارزمية لاند للثبات اللوني. يطلق على هذه الخلايا الاختصاصية اسم الخلايا المزدوجة الغريمية، لأنها تحسب الإحساس اللوني إضافة إلى الإحساس المكاني. 